# Seoul FC
Seoul FC (kor. 서울시청) – klub piłkarski z Korei Południowej z siedzibą w Seulu.
Klub został założony 15 stycznia 1976. Pięciokrotnie zdobył mistrzostwo Korei Południowej amatorów (w sezonach 1977/1978, 1979/1980, 1984/1985, 1987/1988 i 1988/1989). Klub rozgrywał mecze na stadionie Mokdong. Został rozwiązany w 2003 roku. Przed rozwiązaniem występował w Korea National League.